# Paramesotriton maolanensis
Espèce
Paramesotriton maolanensis est une espèce d'urodèles de la famille des Salamandridae.

## Répartition
Cette espèce est endémique du xian de Libo dans la province du Guizhou en République populaire de Chine.

## Étymologie
Son nom d'espèce, composé de maolan et du suffixe latin -ensis, « qui vit dans, qui habite », lui a été donné en référence au lieu de sa découverte, la réserve naturelle de Maolan.

## Publication originale
- Gu, Chen, Tian, Li & Ran, 2012 : A new species of Paramesotriton (Caudata: Salamandridae) from Guizhou Province, China. Zootaxa, no 3510, p. 41–52.